# Haapajärvi
Haapajärvi è una città finlandese di 6687 abitanti, situata nella regione dell'Ostrobotnia Settentrionale.